# Вайшенфельд
Вайшенфельд (нем. Waischenfeld) — город и городская община  в Германии, в Республике Бавария. 
Подчинён административному округу Верхняя Франкония. Входит в состав района Байройт.  Население составляет 3165 человек (на 31 декабря 2010 года). Занимает площадь 55,65 км². Официальный код  —  09 4 72 197. Местные регистрационные номера транспортных средств (коды автомобильных номеров) (нем. Kraftfahrzeugkennzeichen) — BT.

## Население

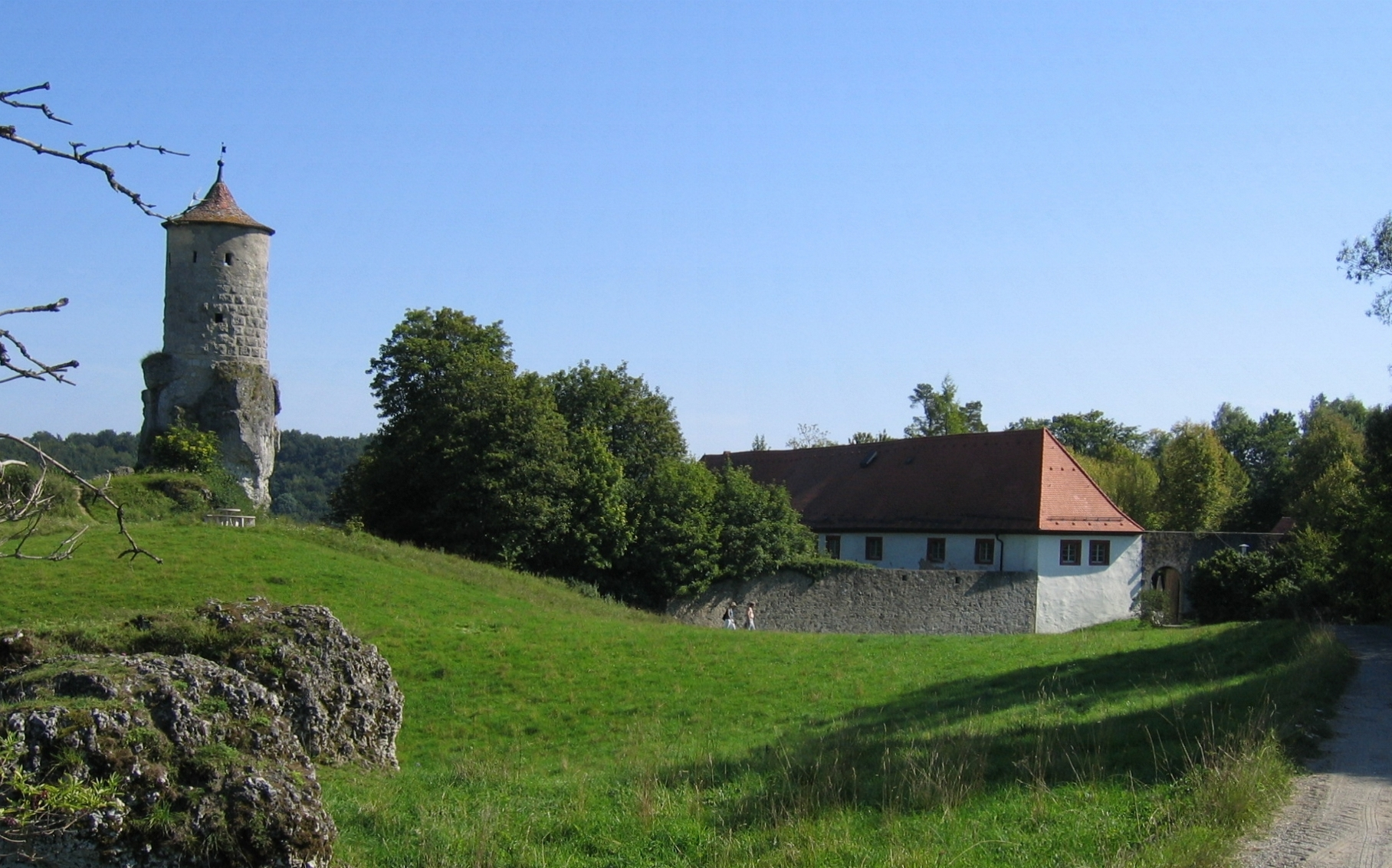
Вайшенфельд

По оценке на 31 декабря 2015 года население общины Вайшенфельд составляет 3071 чел. 

| Дата      | 1840 | 1871 | 1900 | 1925 | 1939 | 1950 | 1961 | 1970 | 1987 | 2011 |
| --------- | ---- | ---- | ---- | ---- | ---- | ---- | ---- | ---- | ---- | ---- |
| Население | 3085 | 3142 | 2784 | 2834 | 2658 | 3333 | 2813 | 3058 | 3031 | 3146 |

| Год       | 1960 | 1970 | 1980 | 1990 | 2000 | 2009 | 2010 | 2011 | 2012 | 2013 | 2014 | 2015 |
| --------- | ---- | ---- | ---- | ---- | ---- | ---- | ---- | ---- | ---- | ---- | ---- | ---- |
| Население | 2793 | 3085 | 2929 | 3070 | 3194 | 3210 | 3165 | 3162 | 3101 | 3106 | 3077 | 3071 |